# 石田光春
石田 光春（いしだ みつはる、1928年1月9日 - 2011年12月2日）は、日本の技術者、実業家。位階は従六位。勲等は勲五等。戒名は光洋院 雄船春風 居士（こうよういん ゆうせんしゅんぷう こじ）。
株式会社大阪造船所造船課での勤務を経て、三協造船株式会社造船課課長、石田造船工業有限会社社長、光春汽船株式会社社長、社団法人日本小型船舶工業会東部支部理事、藤栄建設株式会社社長、石田造船建設株式会社社長、株式会社ユウキ会長、株式会社シーバス会長、石田造船株式会社会長などを歴任した。

## 概要
家業である造船業を法人化し、石田造船工業や石田造船建設を発展させた。造船不況の下、造船業だけでなく海運業や建設業といった異業種も手掛けるなど、多角化経営を推進した。50年間にわたって石田造船建設グループの経営トップを務めるとともに、業界団体や慈善団体の役職も兼任していた。

## 来歴

### 生い立ち

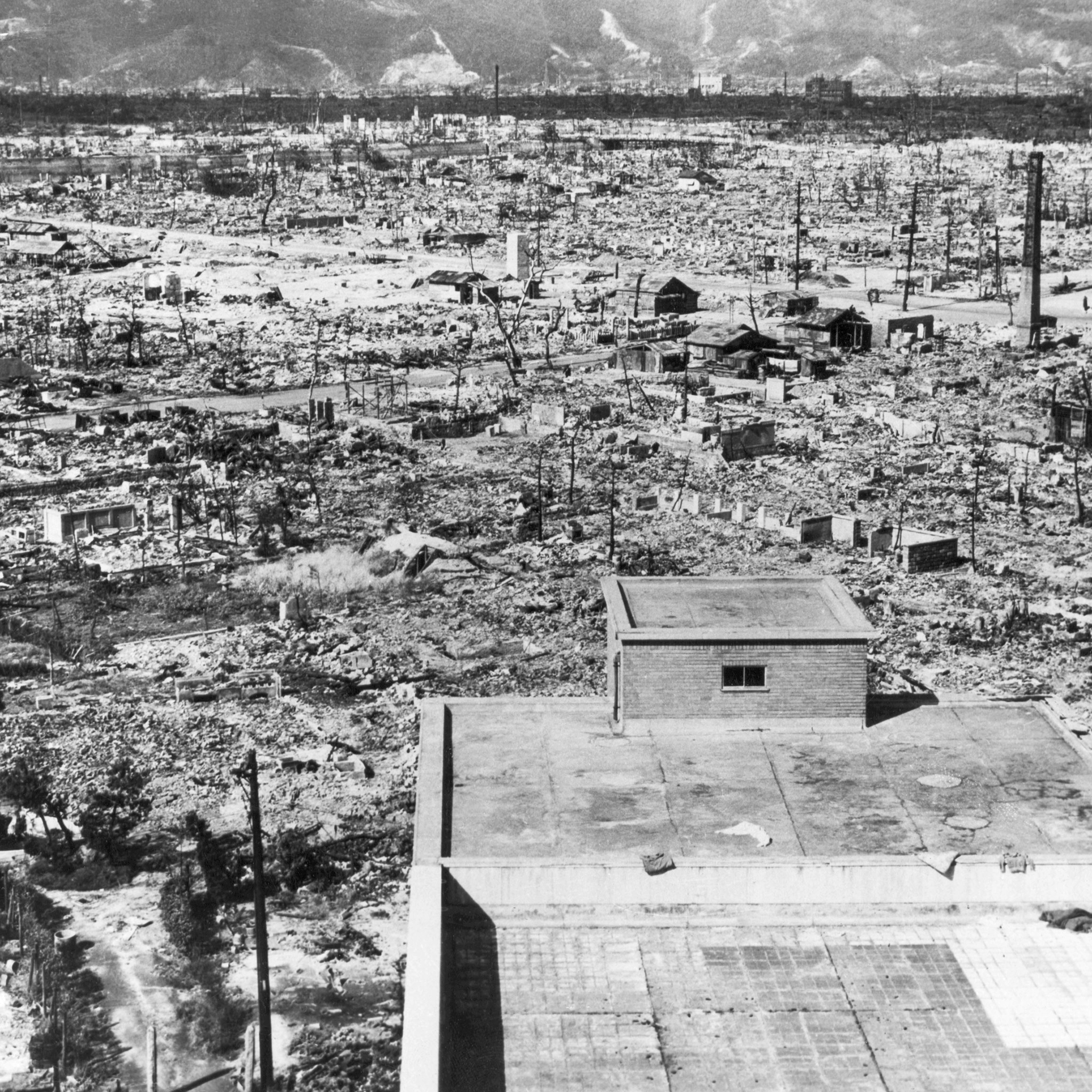
終戦直後に広島赤十字病院にて撮影された市街地の様子（1945年撮影）。原子爆弾により病院周辺の建物はほぼ壊滅している

1928年（昭和3年）1月9日、広島県御調郡にて生まれた。太平洋戦争の最中、広島県立木江造船学校の造船科にて学んだ。1945年（昭和20年）3月、広島県立木江造船学校を卒業した。同年4月、大阪府大阪市に所在する大阪造船所に入社した。造船課に配属され、造船技師として勤務した。しかし、同年8月6日、広島県広島市に原子爆弾が投下された。当時広島赤十字病院に勤務していた姉のことが心配になり、急遽帰郷した。同年8月11日、父である石田五左衛門とともに広島市を訪れ、姉の消息を探し求めた。日本赤十字社広島支部は壊滅しており、広島赤十字病院も甚大な被害を受けていたが、幸い姉と再会することができた。姉は被爆者の看護に忙殺されていたため、光春も父とともに野宿しながら手伝ったという。しかし、原子爆弾投下直後に広島市に入ったことから、このときに光春も被曝している。太平洋戦争終結後は、1948年（昭和23年）4月より三協造船に勤務し、造船課の課長に就任した。

### 実業家として

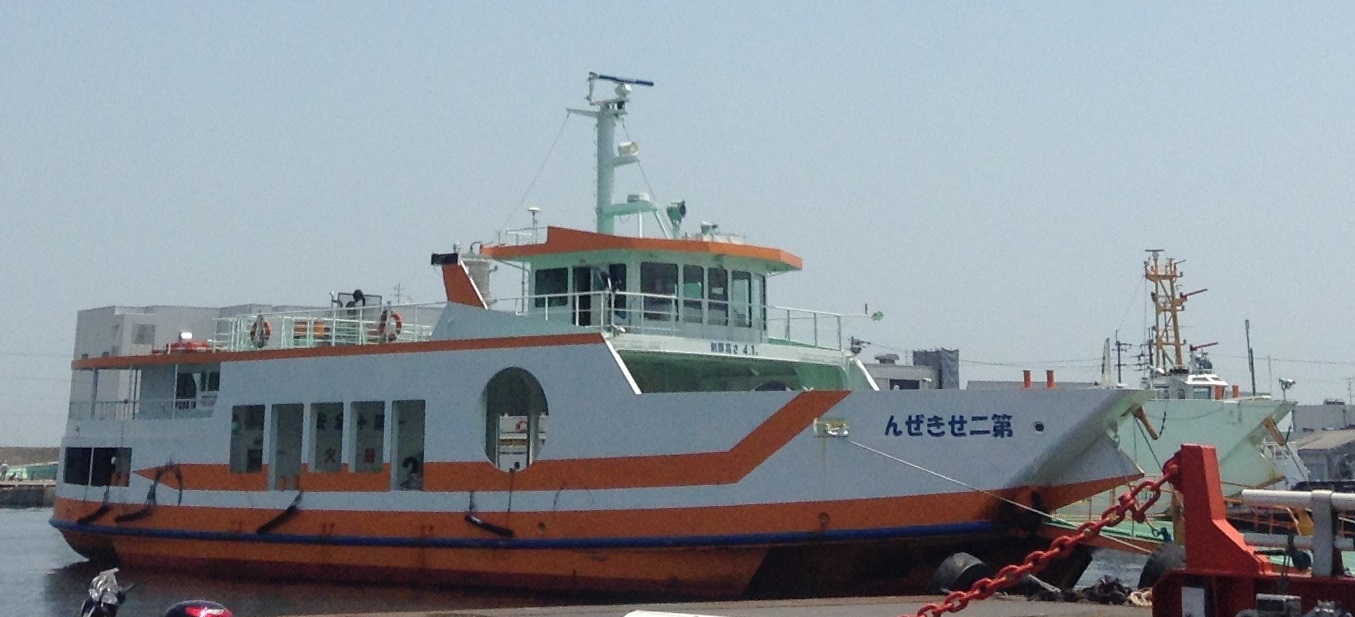
2003年に竣工したフェリー「第二せきぜん」

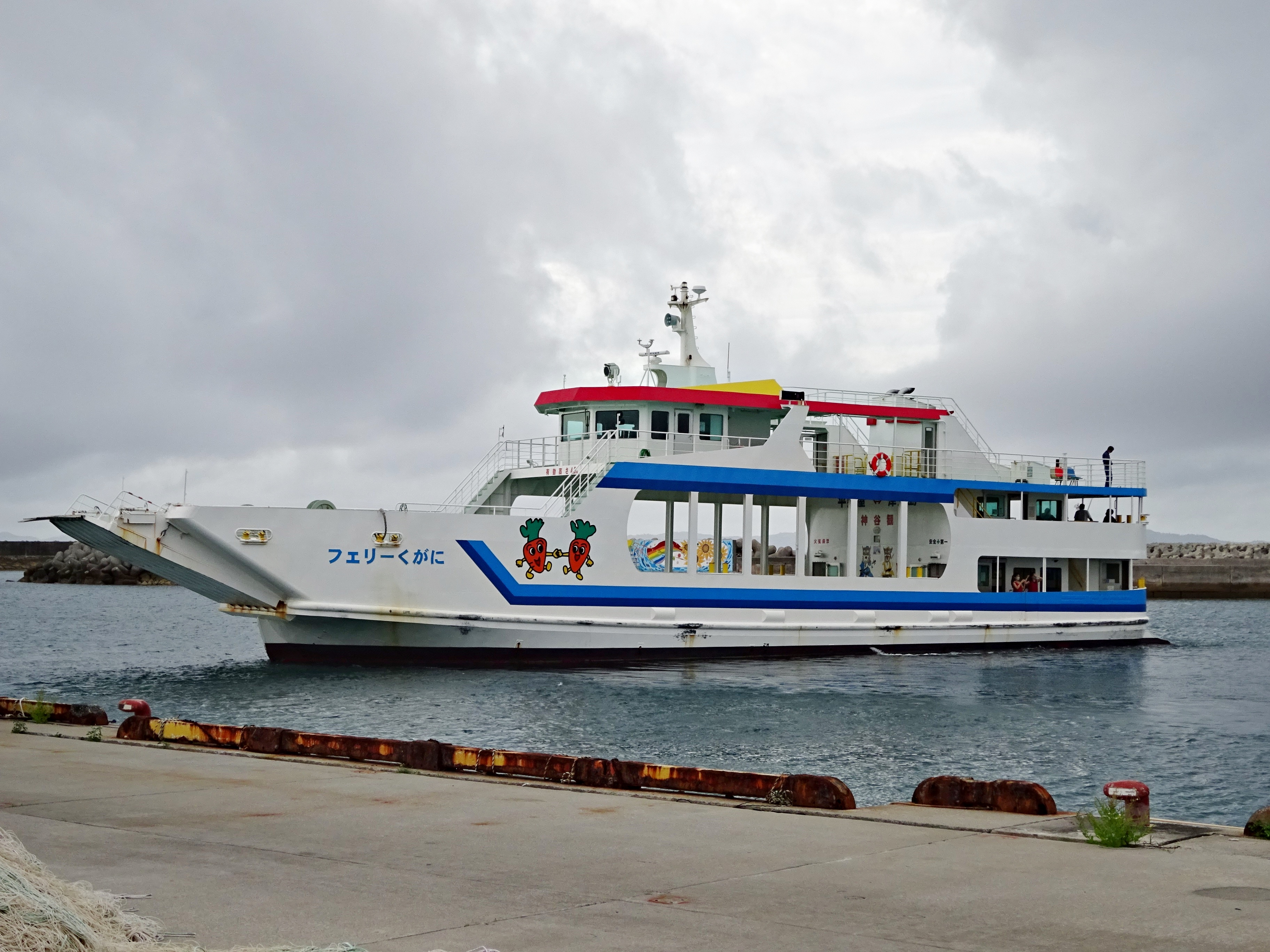
2008年に竣工したフェリー「フェリーくがに」

1950年（昭和25年）10月、父である五左衛門が起こした造船業を継ぎ、代表となった。船大工として木造船の修理などを手掛けた。その後、家業を有限会社化することにし、1967年（昭和42年）1月に石田造船工業を設立すると、その社長に就任した。また、造船業だけでなく異業種にも進出した。1972年（昭和47年）12月には、海運業を手掛ける光春汽船を設立し、その社長に就任した。1986年（昭和61年）7月には、建設業を手掛ける藤栄建設を設立し、その社長に就任した。1988年（昭和63年）には伊豆急行から遊覧船の建造を依頼された。船大工として木造船を手掛けていた技術や経験を活かし、黒船を模した遊覧船「サスケハナ」を翌年に竣工させた。この遊覧船を静岡県下田市の下田港に廻航したところ、伊豆急行などの関係者から大歓迎を受けた。これをきっかけに旅客船の建造に本格参入する決意を固め、帆船を模してマストを備えた遊覧船「さよひめ」や、水中の様子が船窓から楽しめる鯨の形をした遊覧船「ジーラ」など、特殊な形状の旅客船を積極的に手掛けていく。
また、自社の経営の傍ら、業界団体や慈善団体の役職なども兼任していた。中国地方の小型船造船業者が加盟する社団法人である中国小型船舶工業会においては、1978年（昭和53年）5月に理事に就任した。同様に、社団法人である日本小型船舶工業会においても、同年5月より東部支部の理事の一人として名を連ねるとともに、副支部長に就任した。また、因島海事振興協議会においては、1987年（昭和62年）4月に幹事に就任し、1988年（昭和63年）4月から2008年（平成16年）7月にまで理事を務めた。そのほか、1989年（平成元年）7月から1990年（平成2年）6月にかけて、因島ライオンズクラブの第三副会長を務めた。
1992年（平成4年）10月、石田造船工業を有限会社から株式会社に移行させるとともに、社名を石田造船建設に改めた。石田造船建設においても引き続き社長を務めた。1994年（平成6年）2月、藤栄建設の社長を退き、会長に就任した。1998年（平成10）年4月、これまでの功績により勲五等瑞宝章を授与された。1999年（平成11年）12月には、光春汽船をユウキに改称するとともに、社長を退き代表権のない取締役として会長に就任した。また、2000年（平成12年）2月には、新たにシーバスを設立し、取締役として会長に就任した。同年12月、石田造船建設の社長を退き、代表権のない取締役として会長に就任した。2008年（平成20年）、建造したフェリー「フェリーくがに」を納品するため沖縄県うるま市の津堅島まで廻航したが、これが生涯最後の廻航となった。
2011年（平成23年）4月、石田造船建設を石田造船に改称した。同年12月2日、死去した。これまでの功績により、同日付で従六位に叙された。

## 顕彰
石田家の所有する山林が公園として整備され、「光春公園」と命名された。

## 略歴
- 1928年 - 誕生[2]。

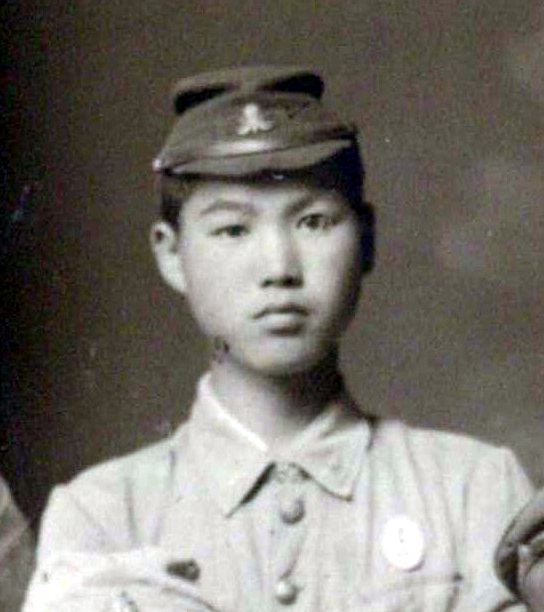
広島県立木江造船学校に在籍していた頃

- 1945年 - 広島県立木江造船学校造船科卒業[1]。
- 1945年 - 大阪造船所入社[1]。
- 1948年 - 三協造船入社[1]。
- 1967年 - 石田造船工業社長[1]。
- 1972年 - 光春汽船社長[1]。
- 1978年 - 中国小型船舶工業会理事[3]。
- 1978年 - 日本小型船舶工業会東部支部理事[3]。
- 1978年 - 日本小型船舶工業会東部支部副支部長[3]。
- 1986年 - 藤栄建設社長[1]。
- 1987年 - 因島海事振興協議会幹事[3]。
- 1988年 - 因島海事振興協議会理事[3]。
- 1989年 - 因島ライオンズクラブ第三副会長[3]。
- 1992年 - 石田造船建設社長[1]。
- 1994年 - 藤栄建設会長[1]。
- 1999年 - ユウキ会長[1]。
- 2000年 - シーバス会長[1]。
- 2000年 - 石田造船建設会長[1]。
- 2011年 - 石田造船会長[1]。
- 2011年 - 死去[2]。

## 賞歴
- 1992年 - 運輸大臣表彰[1]。

## 栄典
- 1998年 - 勲五等瑞宝章[1]。
- 2011年 - 従六位。

## 出演
- てっぱん（2010年、日本放送協会）[12]

### 註釈
1. ↑  広島県立木江造船学校は、1943年に広島県立木江工業学校に改組された。
2. ↑  株式会社大阪造船所は、2000年に株式会社ダイゾーに改組された。
3. ↑  社団法人日本小型船舶工業会は、社団法人日本中型造船工業会と統合され、2001年に社団法人日本中小型造船工業会が設立された。